# Jacques Cornu

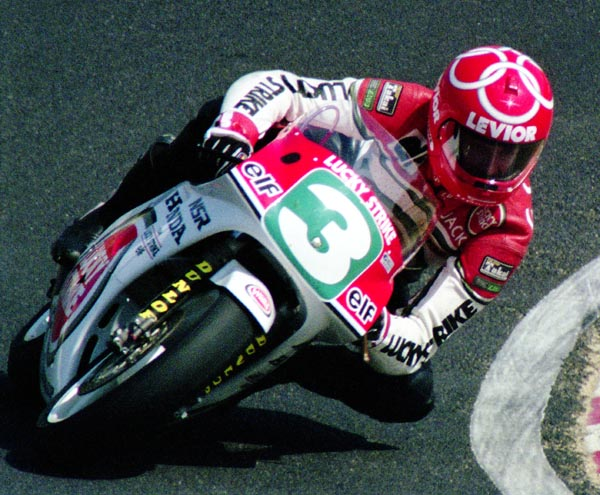
Cornu under Japans GP 1990.

Jacques Cornu, född 15 maj 1953, är en schweizisk roadracingförare. 
Han var aktiv i världsmästerskapen i Grand Prix-racing mellan 1980 och 1990. Fram till 1983 körde han i både 350GP och 250 GP på en Yamaha. Därefter enbart i 250-klassen. 1984 på Yamaha och därefter på Honda. 
Cornu vann tre Grand Prix i 250-klassen: Österrikes och Frankrikes GP säsongen 1988 och Belgiens GP säsongen 1989. Cornu blev trea i VM både 1988 och 1989. Totalt tog Cornu 21 pallplatser, varav en tredjeplats i 350GP, resten i 250GP.
Utanför Grand Prix-racingen blev Cornu världsmästare i Endurance 1982 och deltog i VM-klassen Formula 750 1979 med en andraplats i Österrikes deltävling som bästa resultat.